# Mistrzostwa Europy w Wioślarstwie 2008 – dwójka bez sternika mężczyzn
Dwójka bez sternika mężczyzn (M2-) – konkurencja rozgrywana podczas Mistrzostw Europy w Wioślarstwie 2008 w Atenach między 19 a 20 września.

## Harmonogram konkurencji
| Wydarzenie               | Runda         |
| ------------------------ | ------------- |
| Piątek, 19 września 2008 | Eliminacje    |
| Piątek, 19 września 2008 | Repasaże      |
| Sobota, 20 września 2008 | Półfinały A/B |
| Sobota, 20 września 2008 | Finał C       |
| Sobota, 20 września 2008 | Finał B       |
| Sobota, 20 września 2008 | Finał A       |

## Medaliści
| Złoto                                              | Srebro                               | Brąz                                         |
| Grecja · Jeorjos Tsiombanidis · Pawlos Gawriilidis | Serbia · Goran Jagar · Nikola Stojić | Francja · Jean-David Bernard · Laurent Cadot |

## Wyniki

### Eliminacje
Reguła kwalifikacji: 1-3 → PA/B, 4.. → R

#### Eliminacje 1
| Miejsce | Zawodnik                                       | Kraj      | Czas    | Uwagi |
| ------- | ---------------------------------------------- | --------- | ------- | ----- |
| 1       | Jean-David Bernard Laurent Cadot               | Francja   | 6:35,98 | PA/B  |
| 2       | Gáspár Vinkó Béla Simon                        | Węgry     | 6:43,87 | PA/B  |
| 3       | Andrej Pistotnik Gregor Novak                  | Słowenia  | 6:46,65 | PA/B  |
| 4       | Giorgi Sinataszwili Erekle Ukleba              | Gruzja    | 7:07,32 | R     |
| 5       | Pedro Rodríguez Aragón Noe Guzman Del Castillo | Hiszpania | 7:35,32 | R     |

#### Eliminacje 2
| Miejsce | Zawodnik                                | Kraj      | Czas    | Uwagi |
| ------- | --------------------------------------- | --------- | ------- | ----- |
| 1       | Jeorjos Tsiombanidis Pawlos Gawriilidis | Grecja    | 6:32,66 | PA/B  |
| 2       | Piotr Hojka Jarosław Godek              | Polska    | 6:38,35 | PA/B  |
| 3       | Lorenzo Porzio Andrea Palmisano         | Włochy    | 6:44,61 | PA/B  |
| 4       | Erik Brec Petar Lovrić                  | Chorwacja | 7:06,15 | R     |

#### Eliminacje 3
| Miejsce | Zawodnik                                | Kraj   | Czas    | Uwagi |
| ------- | --------------------------------------- | ------ | ------- | ----- |
| 1       | Goran Jagar Nikola Stojić               | Serbia | 6:40,72 | PA/B  |
| 2       | Siergiej Babajew Roman Wiesiełkin       | Rosja  | 6:44,55 | PA/B  |
| 3       | Maximilian Reinelt Christoph Zimmermann | Niemcy | 6:50,09 | PA/B  |
| 4       | Egemen Artık Hasan Özcan                | Turcja | 6:50,90 | R     |

### Repasaże
Reguła kwalifikacji: 1-3 → PA/B, 4... → FC
| Miejsce | Zawodnik                                       | Kraj      | Czas    | Uwagi |
| ------- | ---------------------------------------------- | --------- | ------- | ----- |
| 1       | Erik Brec Petar Lovrić                         | Chorwacja | 7:00,61 | PA/B  |
| 2       | Egemen Artık Hasan Özcan                       | Turcja    | 7:07,49 | PA/B  |
| 3       | Pedro Rodríguez Aragón Noe Guzman Del Castillo | Hiszpania | 7:14,77 | PA/B  |
| 4       | Giorgi Sinataszwili Erekle Ukleba              | Gruzja    | 7:25,03 | FC    |

### Półfinały A/B
Reguła kwalifikacji: 1-3 → FA, 4... → FB

#### Półfinały A/B 1
| Miejsce | Zawodnik                                | Kraj     | Czas    | Uwagi |
| ------- | --------------------------------------- | -------- | ------- | ----- |
| 1       | Jean-David Bernard Laurent Cadot        | Francja  | 6:35,23 | FA    |
| 2       | Goran Jagar Nikola Stojić               | Serbia   | 6:36,66 | FA    |
| 3       | Piotr Hojka Jarosław Godek              | Polska   | 6:38,21 | FA    |
| 4       | Andrej Pistotnik Gregor Novak           | Słowenia | 6:39,30 | FB    |
| 5       | Maximilian Reinelt Christoph Zimmermann | Niemcy   | 6:54,09 | FB    |
| 6       | Egemen Artık Hasan Özcan                | Turcja   | 7:01,91 | FB    |

#### Półfinały A/B 2
| Miejsce | Zawodnik                                       | Kraj      | Czas    | Uwagi |
| ------- | ---------------------------------------------- | --------- | ------- | ----- |
| 1       | Jeorjos Tsiombanidis Pawlos Gawriilidis        | Grecja    | 6:36,17 | FA    |
| 2       | Siergiej Babajew Roman Wiesiełkin              | Rosja     | 6:38,55 | FA    |
| 3       | Lorenzo Porzio Andrea Palmisano                | Włochy    | 6:40,26 | FA    |
| 4       | Pedro Rodríguez Aragón Noe Guzman Del Castillo | Hiszpania | 6:43,96 | FB    |
| 5       | Gáspár Vinkó Béla Simon                        | Węgry     | 6:46,00 | FB    |
| 6       | Erik Brec Petar Lovrić                         | Chorwacja | 7:01,50 | FB    |

### Finał C
| Miejsce | Zawodnik                          | Kraj   | Czas | Uwagi |
| ------- | --------------------------------- | ------ | ---- | ----- |
| 1       | Giorgi Sinataszwili Erekle Ukleba | Gruzja |      |       |

### Finał B
| Miejsce | Zawodnik                                       | Kraj      | Czas    | Uwagi |
| ------- | ---------------------------------------------- | --------- | ------- | ----- |
| 1       | Gáspár Vinkó Béla Simon                        | Węgry     | 6:37,15 |       |
| 2       | Erik Brec Petar Lovrić                         | Chorwacja | 6:38,65 |       |
| 3       | Andrej Pistotnik Gregor Novak                  | Słowenia  | 6:44,07 |       |
| 4       | Egemen Artık Hasan Özcan                       | Turcja    | 6:46,95 |       |
| 5       | Pedro Rodríguez Aragón Noe Guzman Del Castillo | Hiszpania | 6:47,38 |       |
| 6       | Maximilian Reinelt Christoph Zimmermann        | Niemcy    | 6:47,62 |       |

### Finał A
| Miejsce | Zawodnik                                | Kraj    | Czas    | Uwagi |
| ------- | --------------------------------------- | ------- | ------- | ----- |
|         | Jeorjos Tsiombanidis Pawlos Gawriilidis | Grecja  | 6:29,42 |       |
|         | Goran Jagar Nikola Stojić               | Serbia  | 6:31,21 |       |
|         | Jean-David Bernard Laurent Cadot        | Francja | 6:31,29 |       |
| 4       | Lorenzo Porzio Andrea Palmisano         | Włochy  | 6:35,72 |       |
| 5       | Siergiej Babajew Roman Wiesiełkin       | Rosja   | 6:39,86 |       |
| 6       | Piotr Hojka Jarosław Godek              | Polska  | 6:58,76 |       |